# Organisation de la microfrancophonie
L'Organisation de la microfrancophonie (abrégée en OMF), est une organisation inter-micronationale fondée le 27 mai 2016 dans le but de favoriser l'harmonie entre les alter-États et autres entités francophones. Initiée dès 2015 par la République de Saint-Castin et la Principauté d'Aigues-Mortes, elle se veut être un outil promotionnel pour la francophonie, et de cohésion entre ses membres.
Quatre autres micronations, Hélianthis, Angyalistan, Padrhom et Sandus, ont ensuite rejoint le mouvement et cofondé l'organisation, signant sa première Charte le 27 mai 2016.

## Histoire
L'Organisation de la microfrancophonie est une entité alter-étatique se basant sur le principe de micronation. Par définition, les « États » membres ont en commun le fait qu'ils ne sont reconnus par aucun gouvernement ni aucun pays.
L'organisation a pour but de promouvoir la francophonie dans un domaine où la culture anglo-saxonne domine, et où les micronations françaises (et francophones) ne sont que très peu représentées. Visant à accroître la connaissance du « monde micronational » par le grand public, l'organisation organise régulièrement depuis sa fondation des colloques et sommets rassemblant micronationalistes ou sympathisants.
En juin 2015, certains futurs membres de l'OMF, participent, en République libre d'Alcatraz, à la Polination 2015. L'Angyalistan et Aigues-Mortes font alors partie des signataires du Traité d'Alcatraz sur l'environnement.
La même année, les six futurs membres fondateurs de l'Organisation décident de mettre en œuvre ce projet, ne signant la première Charte que près d'un an plus tard. Entre-temps, plusieurs micronations ont rejoint le projet, et certaines en sont même déjà sorties.
Pour la microfrancophonie, « derrière l’insolite et l’humour se cachent des questions de fond ».
L'organisation entretient dans le même temps des relations proches avec des micronations telles que la République royale de Ladonia, ou la République du Saugeais qui participent régulièrement aux sommets de l'organisation.
Depuis sa fondation, l'organisation a révisé sa charte à trois reprises, sur demande de micronations membres avec une majorité de deux tiers requise à chaque vote.
Depuis 2017, l'Organisation est représentée aux MicroCon, par Aigues-Mortes, Angyalistan, Flandrensis, l'Empire aéricain, Sandus et Saint-Castin,.
En 2024, la Principauté de Bérémagne est rattachée à la Principauté d'Aigues-Mortes lorsque le prince Emanuel de Dovimaldi-Nassor est nommé prince héritier d'Aigues-Mortes.
En mars 2025, l'organisation connait une crise majeure, avec la démission de son Haut-Commissaire, et le départ de deux de ses membres fondateurs, la principauté d'Aigues-Mortes, ainsi que l'empire d'Angyalistan, suivis par Europa, Anthophilia, et Légialle, représentants de la jeune génération micronationale.

## Organisation

### Organes principaux et institutions
L'Organisation de la microfrancophonie comprend quatre organes principaux :
- L'Assemblée générale, où toutes les micronations membres sont représentées et disposent d'une voix pour les éléments portés au vote ; L'Assemblée générale peut statuer sur un ensemble de domaine très large sans pour autant toucher à la diplomatie interne de chaque entité.
- Le Conseil est l'organe exécutif de l'organisation, au sein duquel les membres fondateurs ont une représentation permanente, et quatre membres sont élus renouvelés par moitié tous les deux ans.
- Le Haut-Commissariat est l'organe de contrôle du bon fonctionnement des institutions.
- Le Secrétariat Général, est l’institution politique de l’Organisation chargée principalement de la représentation de la microfrancophonie sur la scène internationale.

En plus de ces quatre organes, l'Organisation est bâtie autour de 5 secrétariats-généraux adjoints, chargés de divers domaines spécifiques :
- la conception des moyens de communication ;
- la culture et le développement de la francophonie ;
- la diplomatie ;
- l'environnement ;
- les droits de l'Homme.

### Micronations membres

#### Membres fondateurs
Formellement fondée en 2016, l'Organisation de la microfrancophonie compte à ses débuts 6 micronations francophones et francophiles :
- Principauté d'Aigues-Mortes[8]
- Empire d'Angyalistan[9],[10]
- Principauté d'Hélianthis[11],[12],[13]
- Neugraviat de Saint-Castin
- République Anacratique du Padrhom
- État de Sandus

#### Autres entités membres
| Micronation                    | Chef de l'État                             | Date d'adhésion | Pays                      |
| ------------------------------ | ------------------------------------------ | --------------- | ------------------------- |
| Empire iroisien d'Armorique    | Igor Ier, Empereur Iroisien                | 24 juin 2016    | France                    |
| Principauté d'Austrasie        | Bernard, Prince d'Austrasie                | 17 mai 2016     | Belgique                  |
| Principauté de Ferthroy        | Rémi Leprince, Prince de Ferthroy          | 6 décembre 2020 | Singapour, France, Canada |
| Grand-duché de Flandrensis     | Niels Vermeersch, Grand-Duc de Flandrensis | 7 juillet 2015  | Antarctique               |
| Territoires de Frya Nordland   | Bernhard Krauth                            | 8 décembre 2016 | Allemagne                 |
| République du Jaïlavera        | Léopold Deuff, Président de la République  | 6 décembre 2020 | France                    |
| Juclandie                      | Ciprian Constantinescu                     | 27 octobre 2017 | Roumanie                  |
| État indépendant de Nova-Troie | Pas de leader connu                        | 5 mai 2018      | Afrique                   |
| Principauté du Surland         | Clément, Prince du Surland                 | 3 mai 2016      | France                    |
| Royaume de l'Espoir            | Adrien 1er, Roi de l'Espoir                | 2021            | France                    |
| La Principauté des Baobabs     | Max-Carmel 1er, Prince des Baobabs         | 2025            | Togo                      |

La « Communauté Fomoire » est la seule entité micronationale à bénéficier du statut d'observateur.

#### Anciennes entités membres
| Micronation                      | Date d'adhésion   | Date de sortie    | Pays             |
| -------------------------------- | ----------------- | ----------------- | ---------------- |
| Principauté maritime d'Atlantide | 29 novembre 2016  | 25 septembre 2017 | Canada           |
| Union populaire d'Occitanie      | 6 juillet 2016    | 10 octobre 2018   | France           |
| Royaume d'Abi                    | 18 septembre 2015 | 21 mai 2020       | France           |
| République du Jura               | 7 juin 2015       | 13 juin 2017      | France           |
| Principauté de l'Ile-Verte       | 7 juin 2015       | 25 juin 2016      | France           |
| République de Zirconic           | 31 mai 2015       | 1er juin 2015     | France           |
| Empire aéricain                  | 17 juillet 2017   | 3 octobre 2021    | Canada           |
| Principauté de Bérémagne         | 14 juin 2019      | 16 juin 2024      | Canada           |
| République autonome d'Europa     | 21 mai 2020       | 26 mai 2025       | Afrique          |
| Royaume de Legialle              | 20 octobre 2019   | 26 mai 2025       | Amérique du Nord |
| Principauté d'Antophillia        | 2021              | 26 mai 2025       | France           |

### Langues officielles
L'Organisation de la microfrancophonie ayant été fondée pour promouvoir la langue française, seul le français a le statut de langue officielle.

## Sommets inter-micronationaux
Depuis sa fondation, l'organisation poursuit le but de rassembler les délégations des différentes micronations lors de sommets organisés de façon biennale, en alternance avec des réunions moins formelles.

### 2016
La première édition du Sommet de la microfrancophonie s'est tenue du 23 au 24 septembre 2016,, et a été organisé par la Principauté d'Aigues-Mortes et a rassemblé les délégations de 8 micronations :
- Principauté d'Aigues-Mortes
- Empire d'Angyalistan
- Principauté Maritime d'Atlantide
- Grand-duché de Flandrensis
- Communauté Fomoire
- Principauté d'Hélianthis[21]
- République de Saint-Castin
- Groupe francophone des citoyens de la Principauté de Sealand
- République Royale de Ladonia[22]

### 2017
Le 15 avril 2017 a eu lieu à Luxembourg (ville) une rencontre de dirigeants de la Microfrancophonie, afin de débattre de sujets préoccupant les micronations. Un ambassadeur de la République du Saugeais est présent à cette rencontre.

### 2018
En 2018, l'OMF organise deux rencontres consécutives, réunissant dans un premier temps quatre dirigeants francophones, suivi du deuxième sommet microfrancophone qui rassemble 12 représentants issus de « délégations » internationales, :
- Principauté d'Aigues-Mortes
- Empire d'Angyalistan
- Grand-duché de Flandrensis
- Communauté Fomoire
- Principauté d'Hélianthis
- République de Saint-Castin
- République Anacratique du Padrhom
- État Indépendant de Nova-Troie
- État de Sandus
- Principauté de Laas
- République du Saugeais
- République de Montmartre

Leo Delafontaine, photographe et auteur de l'ouvrage Micronations est présent lors de l'évènement.

### 2022
Le troisième sommet a lieu à Blaye en Gironde, et est organisé par la Principauté d'Hélianthis. Cette rencontre réunit 15 délégations, dont 7 entités membres de l'Organisation de la MicroFrancophonie :
- Principauté d'Aigues-Mortes
- Empire d'Angyalistan
- Principauté de Bérémagne
- Institut Fomoire
- Principauté d'Hélianthis
- République Anacratique du Padrhom
- République du Jaïlavera
- Principauté de Laas
- République du Saugeais
- Baronnie de Crisardie
- République populaire du Dibistan
- Grand-duché de Kuragon
- Duché de Simeria

Ont également assisté au sommet et aux conférences le Dr Sandra Petermann, géographe et chercheur à l'Université Johannes-Gutenberg de Mayence, et Gil Zinck, auteur d'un ouvrage sur les micronations.

### 2024
Le quatrième sommet a lieu à Saint-Antoine-l'Abbaye en Isère, à l'invitation de la Communauté fomoire. Cette rencontre réunit 16 délégations, dont 11 entités membres de l'Organisation de la MicroFrancophonie. Trois de plus sont représentées par des messages vidéos:
- Principauté d'Aigues-Mortes
- Empire d'Angyalistan
- Principauté d'Anthophilia
- République participative du Dibistan
- République autonome d'Europa
- Principauté de Ferthroy
- Communauté Fomoire
- Principauté d'Hélianthis
- République du Jaïlavera
- Juclandie
- Neugraviat de Saint-Castin
- Grand-duché de Flandrensis (en vidéo)
- État indépendant de Nova Troie (en vidéo)
- République de Toubak (en vidéo)
- République d'Agapé-Sophia
- Baronnie de Crisardie
- Principauté de Gehenzed
- Proxima B du Centaure
- Îlocratie de la Tête-à-l'Âne

Le thème des débats de ce sommet était « Des utopies pour résister à la dystopie », afin de promouvoir le concept de micronationalisme « bon enfant » et d'évoquer des sujets tels que la protection de l'environnement ou des minorités culturelles, ainsi que la lutte contre les dérives sectaires, ultranationalistes ou malhonnêtes.